# Laguna (metropolitana di Madrid)
Laguna è una stazione della linea 6 della metropolitana di Madrid e della linea C5 delle Cercanías di Madrid. Si trova sotto all'incrocio tra Calle Alhambra e Calle Cuart de Poblet, nel distretto Latina.

## Storia
La stazione è stata inaugurata nel 1983 ed è stata capolinea per la linea 6 fino al 10 maggio 1995, quando la linea venne trasformata in circolare.
Nel gennaio del 1984 è stata inaugurata la stazione di Cercanías, capolinea della linea C6 fino al 1989, per poi passare all'attuale linea C5 nel 1991.

## Accessi
Ingresso Laguna
- Coincidenza RENFE aperto dalle 6:00 alle 0:30
- Alhambra, pari Calle Cuart de Poblet (angolo con Calle Alhambra, 56)
- Alhambra, dispari Calle Alhambra
- Ascensore Calle Cuart de Poblet (angolo con Calle Alhambra, 56)